# Torremayor
Torremayor è un comune spagnolo di 1 043 abitanti situato nella comunità autonoma dell'Estremadura.